# Semenovia leiophylla
Semenovia leiophylla är en flockblommig växtart som först beskrevs av Heinrich Carl Haussknecht, och fick sitt nu gällande namn av Ida P. Mandenova. Semenovia leiophylla ingår i släktet Semenovia och familjen flockblommiga växter. Inga underarter finns listade i Catalogue of Life.